# 姆安扎區
18°53′50″S 34°47′34″E / 18.89722°S 34.79278°E
姆安扎區（葡萄牙語：Muanza），是莫桑比克的行政區，位於該國中東部，由索法拉省負責管轄，首府設於姆安扎，面積7,500平方公里，2007年人口25,229，人口密度每平方公里3人。